# Stimmkreis Deggendorf
Der Stimmkreis Deggendorf (Stimmkreis 201) ist ein Stimmkreis in Niederbayern. Er umfasst mindestens seit der Landtagswahl 2003 den Landkreis Deggendorf.

## Wahl 2023
Zur Landtagswahl 2023 traten folgende Parteien und Direktkandidaten im Stimmkreis Deggendorf an und erzielten folgende Ergebnisse:
| Nr. | Direktkandidat             | Partei       | Erststimmen in % | Gesamtstimmen in % | Veränderung der Gesamtstimmen im Vergleich zur Landtagswahl 2018 in % |
| --- | -------------------------- | ------------ | ---------------- | ------------------ | --------------------------------------------------------------------- |
| 1   | Christian Bernreiter       | CSU          | 42,8             | 34,6               | - 8,2                                                                 |
| 2   | Christian Heilmann-Tröster | GRÜNE        | 6,0              | 6,2                | - 2,6                                                                 |
| 3   | Andrea Einhellig           | Freie Wähler | 17,6             | 27,7               | + 11,3                                                                |
| 4   | Katrin Ebner-Steiner       | AfD          | 21,8             | 20,0               | + 4,4                                                                 |
| 5   | Iris Hofmann               | SPD          | 4,5              | 4,5                | - 1,0                                                                 |
| 6   | Lippold Rössing            | FDP          | 1,7              | 1,7                | - 1,7                                                                 |
| 7   | Maximilian Spielbauer      | LINKE        | 0,6              | 0,7                | - 1,3                                                                 |
| 8   | Roland Unholzer            | BP           | 2,3              | 2,1                | - 1,0                                                                 |
| 9   | Rolf Sihr                  | ÖDP          | 1,4              | 1,5                | + 0,1                                                                 |
| 10  | Johann Kiermaier           | V-Partei³    | 0,5              | 0,4                | - 0,1                                                                 |
| 11  | Franziska Hess             | dieBasis     | 0,8              | 0,7                | + 0,7                                                                 |

## Wahl 2018
Im Stimmkreis waren insgesamt 91.726 Einwohner wahlberechtigt. Die Landtagswahl am 14. Oktober 2018 hatte folgendes Ergebnis:
| Direktkandidat       | Partei           | Erststimmen in % | Gesamtstimmen in % | Veränderung der Gesamtstimmen im Vergleich zur Landtagswahl 2013 in % |
| -------------------- | ---------------- | ---------------- | ------------------ | --------------------------------------------------------------------- |
| Bernd Sibler         | CSU              | 48,2             | 42,8               | - 10,7                                                                |
| Bernd Vilsmeier      | SPD              | 5,0              | 5,5                | − 7,1                                                                 |
| Georg Meiski         | Freie Wähler     | 12,1             | 16,4               | + 2,0                                                                 |
| Christian Heilmann   | GRÜNE            | 8,6              | 8,8                | + 4,0                                                                 |
| Kenneth Kooter       | FDP              | 2,7              | 3,4                | + 0,3                                                                 |
| Wolfgang Reddies     | LINKE            | 1,8              | 2,0                | − 0,3                                                                 |
| Thomas Pfeffer       | BP               | 3,4              | 3,1                | + 0,9                                                                 |
| Christian Kerschi    | ÖDP              | 1,2              | 1,4                | - 1,1                                                                 |
| Mario Filakovic      | PIRATEN          | 0,4              | 0,2                | - 1,4                                                                 |
| Katrin Ebner-Steiner | AfD              | 16,0             | 15,6               | + 15,6                                                                |
| -                    | mut              | -                | 0,1                | + 0,1                                                                 |
| -                    | Tierschutzpartei | -                | 0,4                | + 0,4                                                                 |
| Johann Kiermaier     | V-Partei³        | 0,5              | 0,5                | + 0,5                                                                 |

Neben den direkt gewählten Stimmkreisabgeordneten Bernd Sibler (CSU), der den Stimmkreis seit 1998 im Landtag vertritt, ist die AfD-Kandidatin Katrin Ebner-Steiner über die Bezirksliste ihrer Partei in das Parlament eingezogen.

## Wahl 2013
Wahlberechtigt waren bei der Landtagswahl 2013 91.256 Einwohner. Die Wahl hatte folgendes Ergebnis:
| Direktkandidat         | Partei       | Erststimmen in % | Gesamtstimmen in % | Veränderung der Gesamtstimmen im Vergleich zur Landtagswahl 2008 in % |
| ---------------------- | ------------ | ---------------- | ------------------ | --------------------------------------------------------------------- |
| Bernd Sibler           | CSU          | 56,0             | 53,5               | + 7,6                                                                 |
| Ewald Straßer          | SPD          | 13,1             | 12,6               | + 0,6                                                                 |
| Georg Meiski           | Freie Wähler | 12,0             | 14,4               | + 0,7                                                                 |
| Josef Rosner           | GRÜNE        | 4,6              | 4,8                | - 0,4                                                                 |
| Evi Knaus              | FDP          | 2,6              | 3,1                | - 4,9                                                                 |
| Karlheinz Esterl       | LINKE        | 2,1              | 2,3                | - 2,7                                                                 |
| Franz Xaver Lechner    | ÖDP          | 2,6              | 2,5                | - 0,7                                                                 |
| Dieter Hübing          | REP          | 1,3              | 1,1                | - 2,3                                                                 |
| Alfred Steinleitner    | NPD          | 1,8              | 1,9                | - 0,1                                                                 |
| Hartwin Kuchler        | BP           | 2,4              | 2,2                | + 0,8                                                                 |
| Florian Thomas Straßer | PIRATEN      | 1,7              | 1,6                | + 1,6                                                                 |

## Wahl 2008
Die Landtagswahl 2008 hatte folgendes Ergebnis:
| Direktkandidat      | Partei       | Erststimmen in % | Gesamtstimmen in % | Veränderung der Gesamtstimmen im Vergleich zur Landtagswahl 2003 in % |
| ------------------- | ------------ | ---------------- | ------------------ | --------------------------------------------------------------------- |
| Bernd Sibler        | CSU          | 47,4             | 46,0               | - 19,9                                                                |
| Renate Hebertinger  | SPD          | 11,0             | 12,0               | - 0,2                                                                 |
| Josef Rosner        | GRÜNE        | 5,4              | 5,2                | + 1,1                                                                 |
| Reinhard Leuschner  | Freie Wähler | 13,6             | 13,7               | + 6,5                                                                 |
| Evi Knaus           | FDP          | 7,7              | 8,0                | + 6,4                                                                 |
| Johannes Jüttner    | REP          | 3,1              | 3,5                | - 1,6                                                                 |
| Franz Xaver Lechner | ödp          | 3,1              | 3,2                | + 0,5                                                                 |
| Hartwin Kuchler     | BP           | 1,6              | 1,4                | + 0,3                                                                 |
| Rolf Pannicke       | LINKE        | 5,0              | 5,0                | + 5,0                                                                 |
| –                   | VIOLETTE     | –                | 0,1                | + 0,1                                                                 |
| Rudolf Dorn         | NPD          | 2,1              | 2,0                | + 2,0                                                                 |